# Okruglasta pjeskarica
Okruglasta pjeskarica (pjeskarica okrugljica, lat. Arenaria orbicularis) je velebitski stenoendem Donedavno se mislilo da raste samo u klancima Velike i Male Paklenice i nigdje drugdje na svijetu, a kasnije je otkrivena i u kanjonu Zrmanje kod Obrovca. 
Prema Glasniku Hrvatskog botaničkog društva, otkrivena su još dva nalazišta kod Vrlike, što su objavili šibenski botaničari Milenko Milović i Jagoda Karađole.
Okruglasta pjeskarica je nedovoljno poznata vrsta, strogo je zaštićena i uključena u Crvenu knjigu hrvatskog bilja u kategoriji nedovoljno poznate vrste.
Pripada porodici klinčićevki.